# トットチャンネル
『トットチャンネル』は、黒柳徹子の自伝エッセイである。1984年10月に新潮社より刊行された。
黒柳の幼少期を描いてベストセラーとなった『窓ぎわのトットちゃん』の続編に当たる内容で、黒柳がNHKの放送劇団に入団して以降、テレビ草創期の現場でのドタバタに巻き込まれつつ、失敗を乗りこえながら個性派女優へと成長していく様子を描いた青春記。前作が講談社からの刊行だったのに対し、本作は新潮社より刊行されている。2016年3月には最新メッセージを加筆して『新版 トットチャンネル』と題して新潮文庫より再刊行された。
1987年8月に大森一樹監督・脚本、斉藤由貴主演により映画化された。また、2016年4月には『トットひとり』と本作を原作として、『トットてれび』と題してNHKの「土曜ドラマ」枠で満島ひかり主演によりテレビドラマ化された。
また、黒柳がかつて開設していた公式ウェブサイトの名称も「トットチャンネル」である。

## 書籍情報
- トットチャンネル（1984年10月、新潮社、ISBN 978-4103550013）
- トットチャンネル（1987年3月27日、新潮文庫、ISBN 978-4101334028）
- 新版 トットチャンネル（2016年3月1日、新潮文庫、ISBN 978-4101334103）

## 映画
東宝映画製作・東宝配給で映画化され、1987年8月1日に公開された。
『雪の断章 -情熱-』（1985年公開）、『恋する女たち』（1986年公開） に続く斉藤由貴の主演第3作品目であり、監督・脚本の大森一樹とは『恋する女たち』および『「さよなら」の女たち』（1987年公開）でもタッグを組んでいる。本作と『恋する女たち』により、大森が第11回日本アカデミー賞優秀監督賞及び優秀脚本賞を、斉藤が同優秀主演女優賞を受賞。また、髙嶋政宏のデビュー作品であり、本作及び映画『BU・SU』での演技により第11回日本アカデミー賞新人俳優賞、第30回ブルーリボン賞新人賞など1987年度の新人各賞を受賞している。髙嶋は、アメフトの試合の後にジャージ姿のままオーディションを受けたところ、大森から他の俳優はかしこまった格好で来るのに面白いと気に入られ、起用された。
本作のナレーションも担当した黒柳徹子は本作を鑑賞した際に涙を流して感激し、主演の斉藤が面会した折に大切にしていた指輪を斉藤へ贈っている。

### キャスト
- 柴柳徹子 - 斉藤由貴
- 西里涼子（モデル：里見京子） - 渡辺典子
- 中村かおる - 村上里佳子
- 横井美保 - 網浜直子
- 黒沢圭一郎 - 髙嶋政宏
- 今泉光二 - 堀広道
- 中野瑛子（モデル：七尾伶子） - 久野綾希子
- 沖田敬 - 寺田農
- 永井等（モデル：永山弘） - 三浦洋一
- 岡山竜二（モデル：大岡龍男） - 植木等
- 土橋欣士郎（モデル：巖金四郎） - 内田朝雄
- 新橋のオカマ - 高橋長英
- 五代幸代（モデル：幸田弘子） - 林優枝
- 山之内淑恵 - 佐々木勝彦
- ナレーション - 黒柳徹子

### スタッフ
- 製作 - 富山省吾
- プロデューサー - 市村朝一
- 監督・脚本 - 大森一樹
- 原作 - 黒柳徹子（新潮社刊）
- 撮影 - 五十畑幸勇
- 照明 - 望月英樹
- 美術 - 薩谷和夫
- 編集 - 池田美千子
- 助監督 - 米田興弘
- 音楽 - かしぶち哲郎
- 挿入歌 - 斉藤由貴「雨に唄えば」（発売元：キャニオン・レコード）
- 配給 - 東宝
- 製作 - 東宝映画

### 製作

#### ロケ地
斉藤由貴の受験シーンは明治大学で撮影された。他に神奈川県湘南海岸など。 

### 受賞
- 第11回日本アカデミー賞[8]
  - 優秀監督賞 - 大森一樹[注釈 1]
  - 優秀脚本賞 - 大森一樹[注釈 1]
  - 優秀主演女優賞 - 斉藤由貴[注釈 1]
  - 新人俳優賞 - 髙嶋政宏[注釈 2]
- 第30回ブルーリボン賞
  - 新人賞 - 髙嶋政宏[注釈 2]
- 第12回報知映画賞
  - 新人賞 - 髙嶋政宏[注釈 2]
- 第42回毎日映画コンクール
  - スポニチグランプリ新人賞 - 髙嶋政宏[注釈 2]
- 第61回キネマ旬報ベスト・テン
  - 新人男優賞 - 髙嶋政宏[注釈 2]

### 関連商品

#### 書籍
- 大森一樹 監督・脚本『トットチャンネル : シナリオ写真集』東宝出版事業室、1987年8月1日。ISBN 978-4924609310。

#### DVD
- トットチャンネル（2006年11月23日、東宝）

### 同時上映
- 『19ナインティーン』 - 東宝映画・ジャニーズ事務所提携作品。監督：山下賢章。主演：少年隊（錦織一清・東山紀之・植草克秀）。